# 2007 개정 교육과정
2007 개정 교육과정(8차 교육과정, 7차 개정 교육과정)은 종전까지 전면개정으로 이루어졌던 대한민국 교육 과정 개정 체제를 수시개정 체제로 바꾼 뒤 개정된 4번째 교육과정이다. 2007년 2월 28일에 교육인적자원부 고시 제2007-79 호로 고시된 교육과정이다. 2007 개정 교육과정부터는 기존의 차순으로 이루어진 교육과정이 아닌 2년~ 4년에 한번씩 수시로 개정하게 된다. 2009년~2014년까지. 8단원까지 있다. 2015년부터 2007 개정 교육과정은 폐지되고 2009 개정 교육과정, 2015 개정 교육과정을 공부하게 되었다.

## 특징
이 교육과정에서는 초등학교 3, 4학년의 과학 교과서를 새로 만들었으며, 초등학교 영어 수업 시간을 늘렸다. 또한 중학교 1학년의 수학 교과서와 영어 교과서에서 단계형을 없애 통합하였으며, 수학은 수학과 수학 익힘책, 영어는 영어와 English Activities로 교과서를 나누었다.
무엇보다 국어, 도덕, 역사 교과서가 국정 교과서 체제에서 검인정 교과서 체제로 변화했다는 점을 특징으로 들 수 있다. 기존에 국가에서 한 가지 교과서만을 만들어 배포했던 것과는 달리 많은 교과서 업체에서 교과서를 개발하여 국가의 검인정을 받아 배포하는 방식으로 변화한 것이다. 이에 2010년에 배포되는 중학교 1학년 국어, 생활국어, 도덕, 중학교 2학년 역사 교과서가 검인정을 완료하여 현재 제작이 완료된 상태이고, 2010년에 각 단위학교에 배포되었다.
그 밖에도 다음과 같은 사항들이 개정되었다.
- 체육 교과군의 독립으로 체육 과목을 필수 과목으로 지정
- 10학년 과학, 역사 과목 수업을 주당 한 시간씩 늘림
- 역사 과목을 독립하여 사회과와 분리해 시수를 매김으로써 과목의 시수 보장(7학년에서 10학년까지)
- 일반선택교과와 심화선택교과를 통합하고, 다양한 선택교과(매체언어, 동아시아사 등)를 신설
- 2007 개정 교육과정 4학년 수학에서 혼합계산, 도형의 둘레와 넓이, 이상,이하,초과,미만을 배웠으나, 2015 개정 교육과정 이후로부터는 도형의 둘레와 넓이, 이상,이하,초과,미만, 올림,버림, 반올림, 자연수의 혼합계산은 5학년 과정으로 옮겨졌고, 2007 개정 교육과정 5학년 2학기에서는 분수의 나눗셈, 소수의 나눗셈, 비와 비율을 배웠으나, 2015 개정 교육과정 이후로는 6학년 과정으로 옮겨졌다. 또 6학년 때는 경우의수, 방정식, 정비례와 반비례를 배웠다. 2015  개정 교육과정에서 삭제된 기존 단원은 헥타르, 아르, 원기둥의 겉넓이와 부피, 방정식, 식 만들기, 가르기와 모으기, 문제 해결 방법 찾기, 분수와 소수의 혼합계산이며, 2015 개정 이후로는 6학년 때 배운 방정식, 미지수x와 y , 회전체, 정비례와 반비례는 중학교 과정으로 옮겨졌다. 2007 개정 교육과정 수학 단원은 8단원까지 있었다.

## 적용 연도
본 교육과정은 학교 급별, 학년별로 다음과 같이 시행한다. 그러나 고등학교의 대부분 교과서에는 포함되지 않았으며, 2009 개정 교육과정과 동시에 적용되었다.
- 2009년 3월 1일: 초등학교 1·2학년(2001~2002년 생)
- 2010년 3월 1일: 초등학교 3·4학년, 중학교 1학년(1997~2001년 생)
- 2011년 3월 1일: 초등학교 5·6학년, 중학교 2학년, 고등학교 1학년(1995년 생 ~2000년 생)
- 2012년 3월 1일: 중학교 3학년, 고등학교 2학년(1996~1997년 생)
- 2013년 3월 1일: 고등학교 3학년(1995년 생)

단, 수학과 및 외국어과(영어)의 교육과정은 교육인적자원부 고시 제2006-75호(2006. 8. 29)에 의거하여 다음과 같이 시행한다.
- 2009년 3월 1일: 초등학교 1·2학년, 중학교 1학년, 고등학교 1학년(2002,1996,1993년 생)
- 2010년 3월 1일: 초등학교 3·4학년, 중학교 2학년, 고등학교 2학년(1995,1996,2000,2001년 생)
- 2011년 3월 1일: 초등학교 5·6학년, 중학교 3학년, 고등학교 3학년(1993,1996,1999,2001년 생)

## 개정 순서

### 1번째 부분 개정
2008년 9월 11일에 교육과학기술부 고시 제2008-148 호로 고시된 교육과정이다. 2009년 3월 1일부터 적용되었다.

### 2번째 부분 개정
2008년 12월 26일에 교육과학기술부 고시 제2008-160 호로 고시된 교육과정이다. 2009년 3월 1일부터 적용되었다.

### 3번째 부분 개정
2009년 3월 6일에 교육과학기술부 고시 제2009-10 호로 고시된 교육과정이다. '사회과 교육과정'을 개정한 것이다. 2011년 3월 1일부터 적용되었다.

## 같이 보기
- 대한민국의 교육과정
- 7차 교육과정
- 2009 개정 교육과정
- 2015 개정 교육과정
- 대한민국의 초등학교 교과목
- 대한민국의 중학교 교과목
- 대한민국의 역대 고등학교 교과목

## 참고 자료
- 국가교육과정 정보센터